# Чаща (станция)
Чаща́ — железнодорожная станция Санкт-Петербург-Витебского отделения Октябрьской железной дороги, расположенная на участке Санкт-Петербург — Оредеж между платформами 92 км и 100 км, в посёлке Чаща Гатчинского района. По характеру работы является промежуточной, по объёмам отнесена к V классу.
Станция является зонной — по ней оборачивается часть электропоездов. Поезда дальнего следования на станции не останавливаются.
На станции 4 пути. Нумерация со стороны поста ЭЦ: 4 путь, 2 путь (между которыми расположена высокая островная пассажирская платформа), 1 главный путь — по нему осуществляется безостановочный пропуск поездов, 3 путь, к которому примыкает подъездной путь Чащинского лесопункта.
На станции останавливаются электропоезда Санкт-Петербург (Витебский вокзал) — Оредеж.

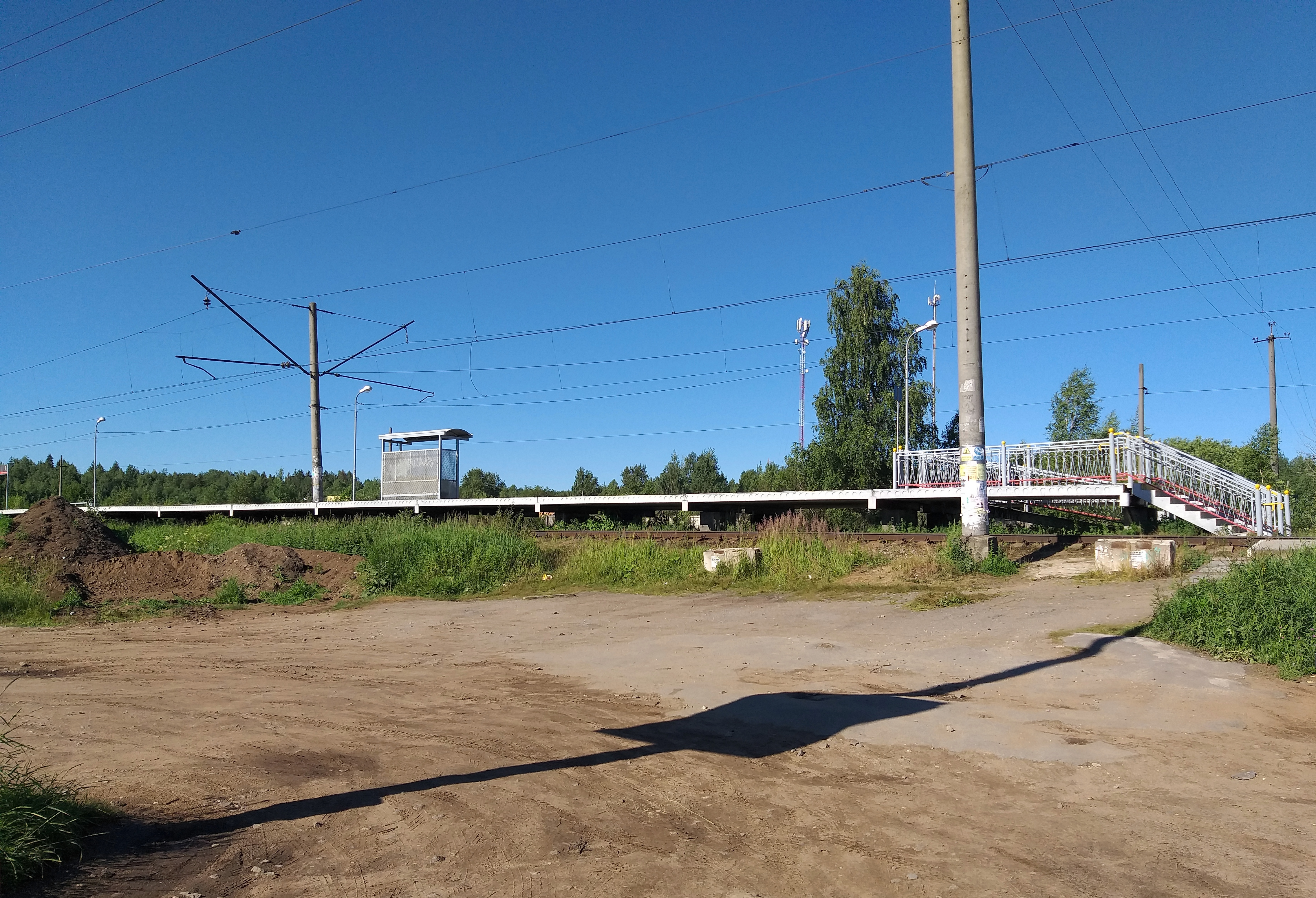
Вид на платформу от остановки автобусов
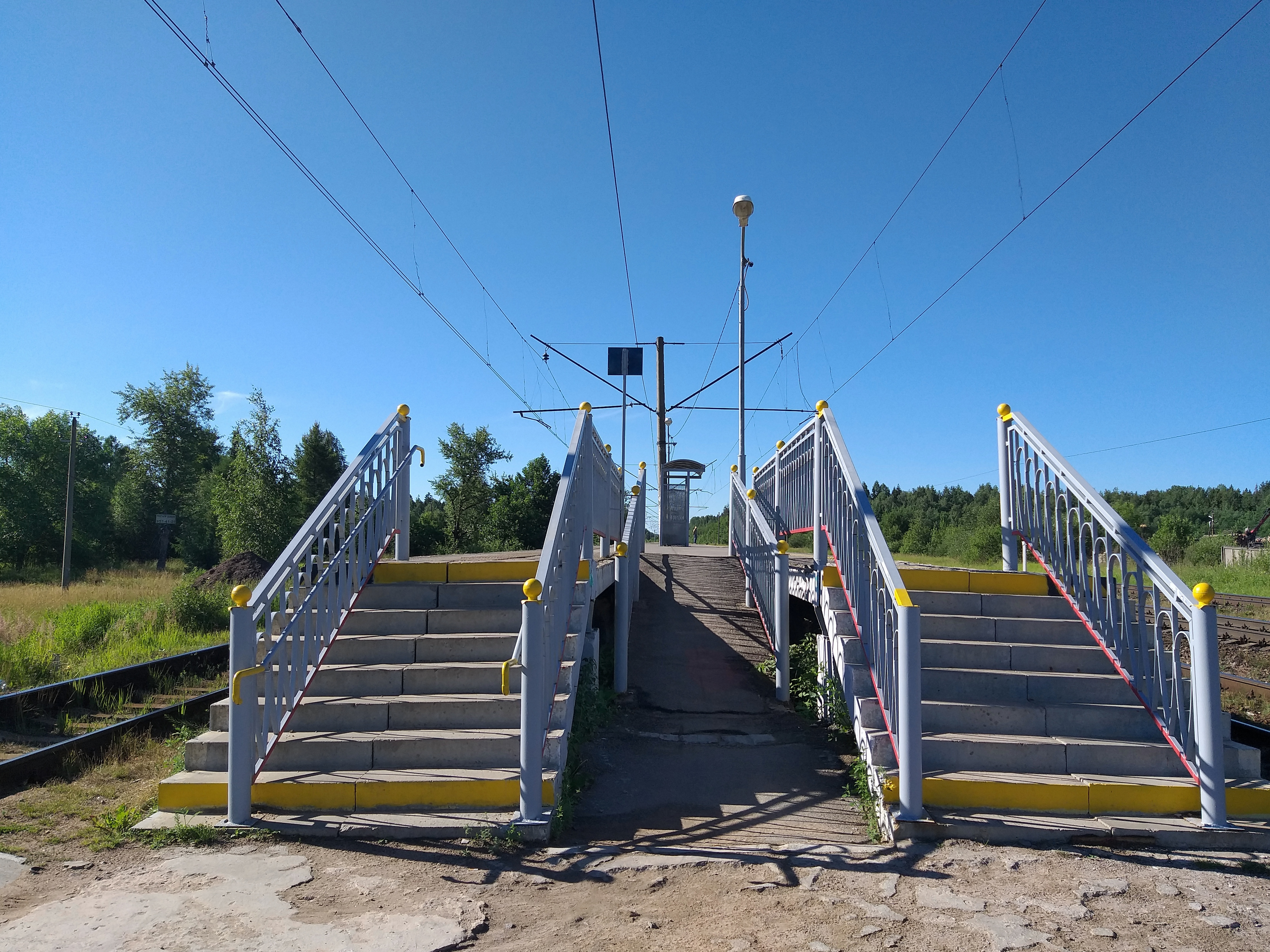
Северный вход на платформу
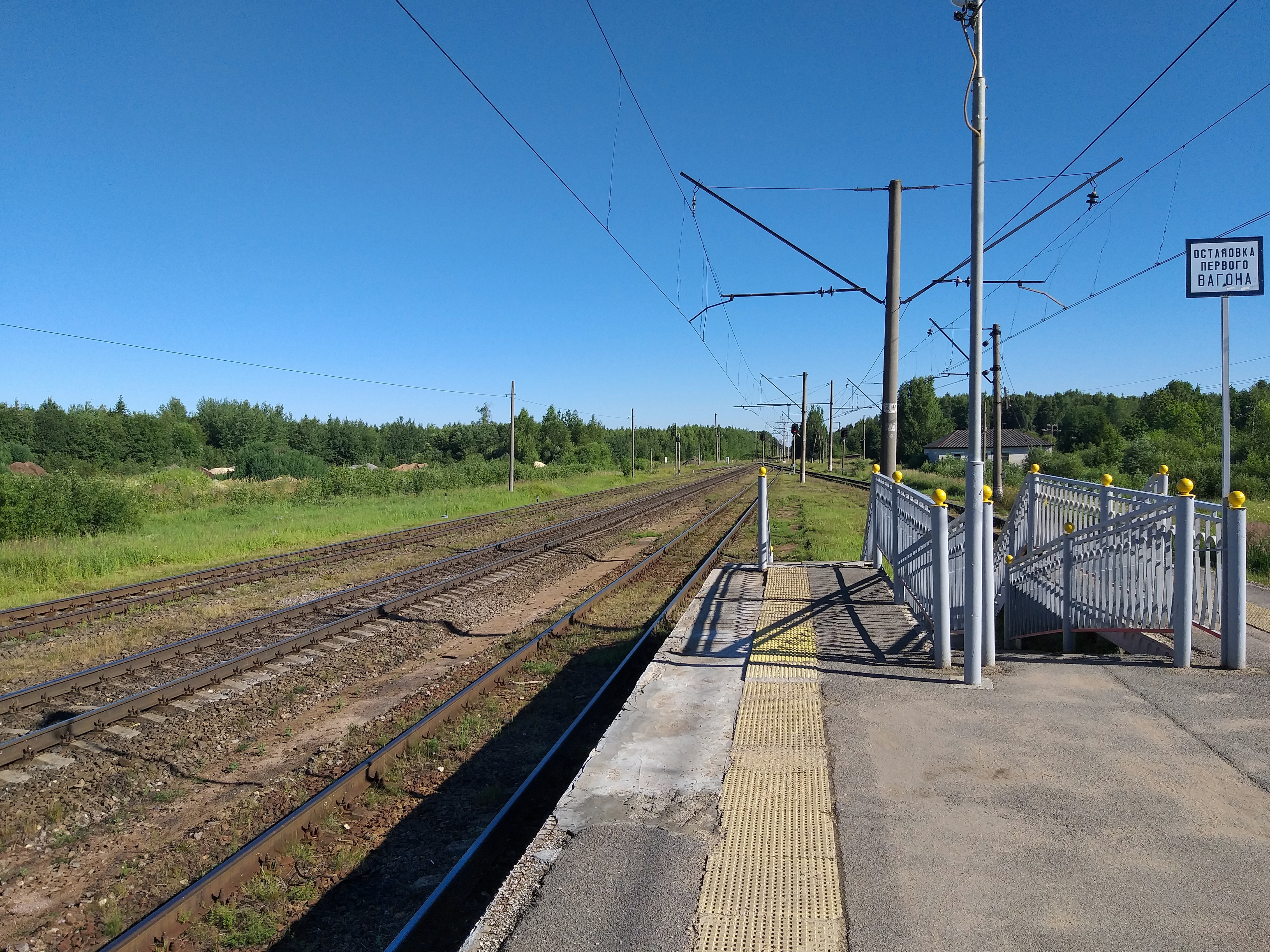
Вид с платформы на север
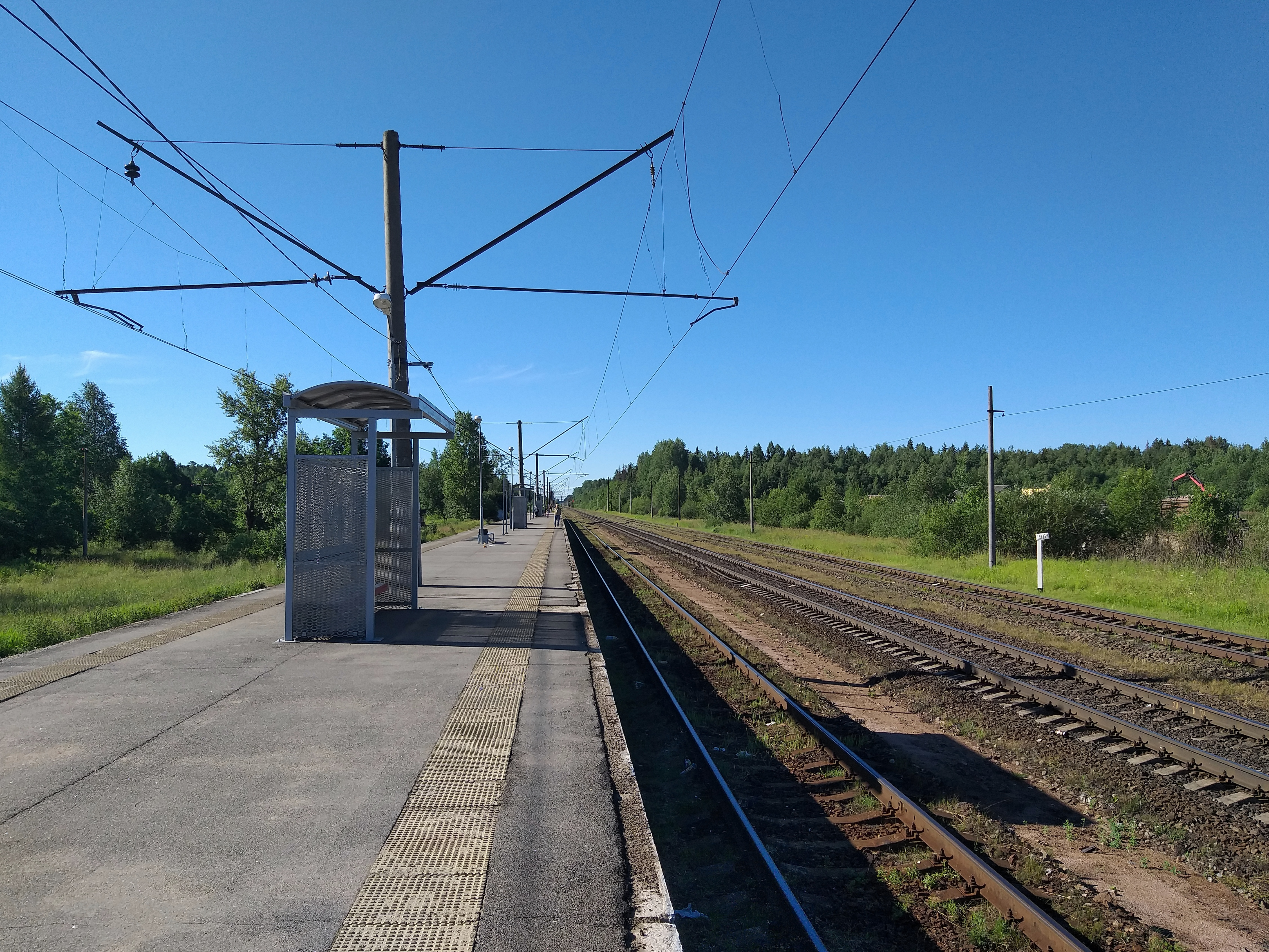
Вид с платформы на юг
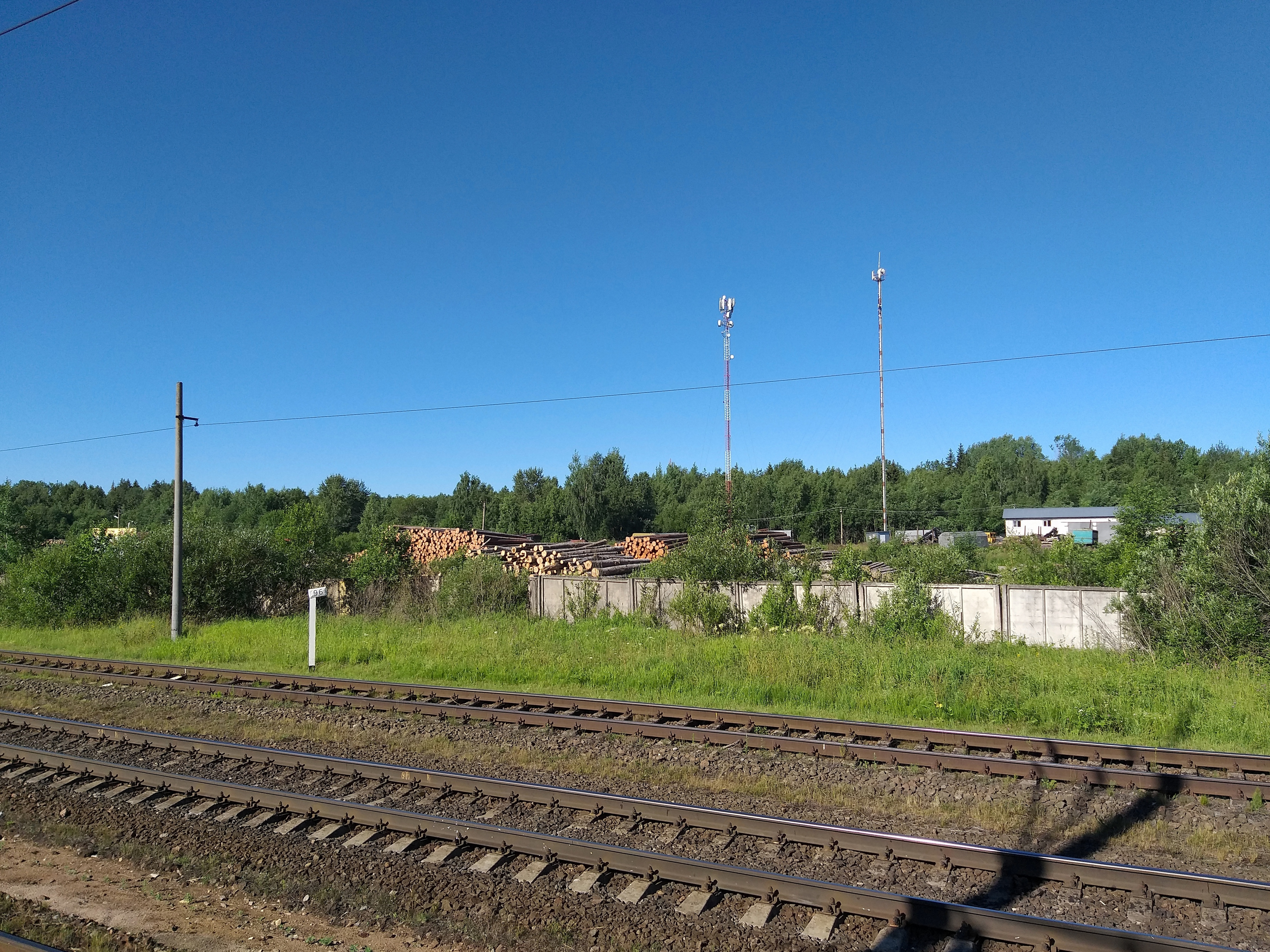
Вид на пилораму
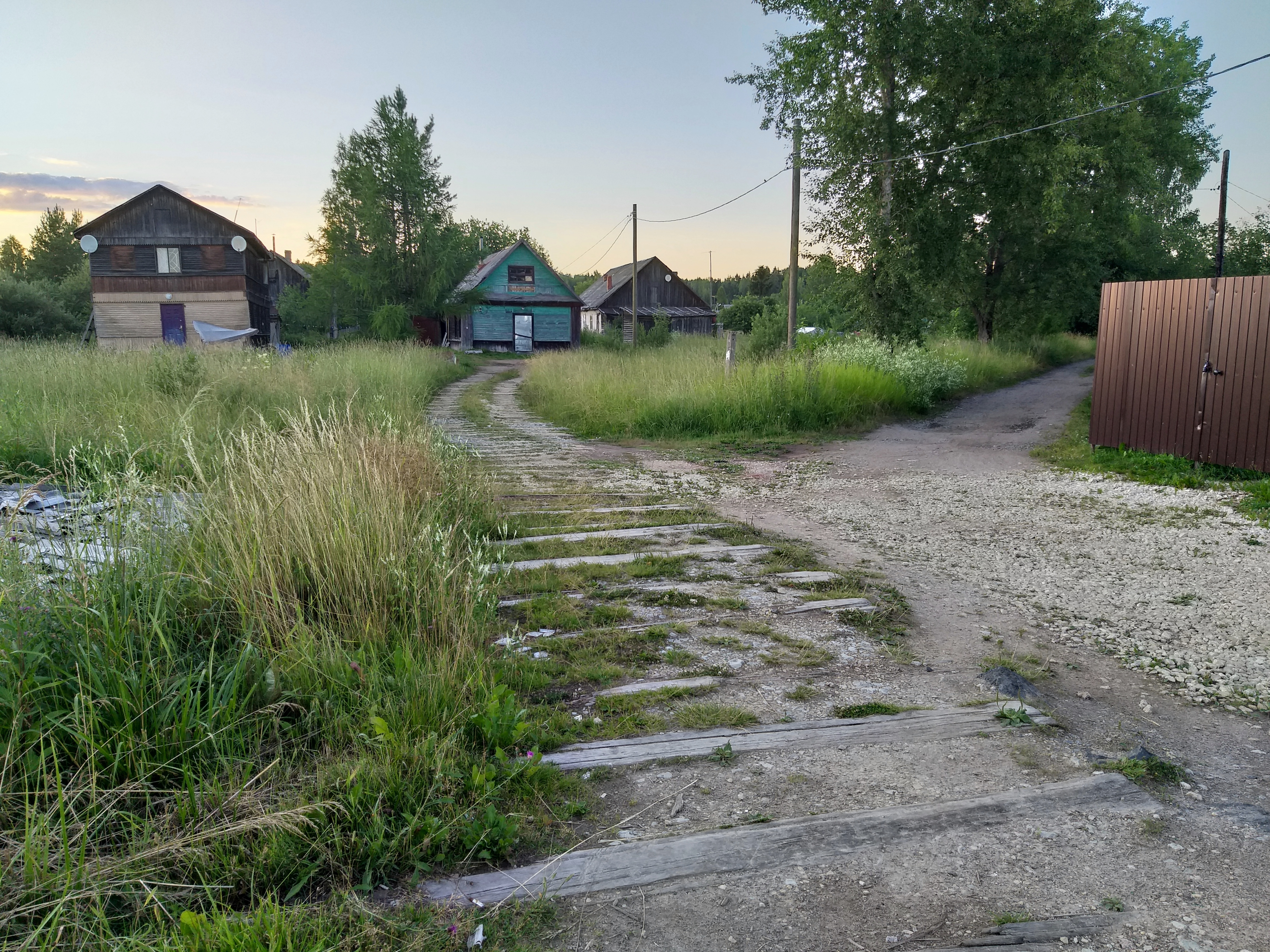
Следы боковой ветки (со стороны посёлка)